# Кріплення свердловин
Кріплення свердловин (рос. крепление скважин, англ. well lining; нім. Bohrlochverrohrung f) — процес зміцнення (укріплення) стінок бурових свердловин обсадними трубами і тампонажним розчином. Найпоширеніше кріплення свердловин послідовним опусканням і цементуванням напрямної колони, кондуктора, проміжної і експлуатаційної колон. Проміжна і експлуатаційна колони можуть бути спущені повністю, секціями і у вигляді потайних обсадних колон, які, як правило, входять в черевик (башмак) попередньої колони і в процесі проходження свердловини можуть бути нарощені до гирла.

## Мета і способи кріплення свердловин
У процесі буріння розкриваються різні за літологічним складом, фізико-хімічними властивостями, ступенем насиченості і видом пластового флюїду гірські породи. Поряд із стійкими породами залягають нестійкі та слабозцементовані породи, які після розбурювання легко осипаються, руйнуються або випучуються. Для попередження порушення стійкості стінок свердловини, її стовбур необхідно укріплювати.
Якщо в процесі буріння розкриваються горизонти проникних порід з різними коефіцієнтами аномальності, то можуть виникнути умови для перетоку пластових рідин з горизонтів із високим коефіцієнтом аномальності в горизонти з низьким коефіцієнтом аномальності по стовбуру свердловини. Такі перетоки ведуть до втрати природної енергії та частини пластової рідини з горизонту з високим коефіцієнтом аномальності, а іноді до погіршення колекторських властивостей в горизонті з низьким коефіцієнтом аномальності. Перетоки можуть бути причиною викидів, грифонів, відкритого фонтанування, забруднення промислових водних горизонтів, інтенсивної корозії обладнання та ін.
Для транспортування пластових флюїдів або робочих агентів в експлуатаційних та нагнітальних свердловинах необхідно створити міцний і герметичний канал, який міг би надійно служити протягом тривалого часу.
Кріплення свердловини здійснюється з метою:
- створення довговічного і герметичного каналу для транспортування пластового флюїду від експлуатаційних горизонтів на денну поверхню або робочих агентів у зворотному напрямку;
- герметичного розмежування всіх проникних горизонтів один від одного;
- закріплення стінок свердловини, складених нестійкими породами;
- захисту експлуатаційного каналу від корозії в результаті дії пластових флюїдів.

Найрозповсюдженішим способом кріплення свердловин і розмежування проникних горизонтів є спуск обсадних колон, складених із спеціальних обсадних труб, і цементування простору між колоною труб і стінкою свердловини.

## Кріплення свердловин секційне
Кріплення свердловин секційне, (рос. крепь скважин секционная; англ. well lining in sections; нім. satzweise Bohrlochverrohrung f, Sektionsbohrlochverrohrung f) — спосіб кріплення пробуреного стовбура свердловини двома або більше частинами (секціями) обсадної колони, який полягає в опусканні та цементуванні нижньої частини колони на бурильних трубах з наступним її нарощуванням до гирла свердловини. Застосовують при бурінні глибоких та надглибоких розвідувальних та експлуатаційних свердловин у тих випадках, коли загальна маса колони, яку опускають, перевищує вантажопідіймальність бурового устаткування та міцність різьових з'єднин обсадних труб, а також при зносі верхньої частини колони і розкритті нестійких відкладів, що піддались зсуву та осипанню. Застосування секційного кріплення свердловин дозволяє скоротити час на заміну бурильних труб і переобладнання гирла свердловини, зменшити витрату тампонажних матеріалів і обсадних труб.